# Grąbiec
Grąbiec – wieś w Polsce położona w województwie mazowieckim, w powiecie sierpeckim, w gminie Zawidz. Ma status sołectwa. Leży nad Sierpienicą.
Prywatna wieś szlachecka Grębiec położona była w drugiej połowie XVI wieku w powiecie sierpeckim województwa płockiego. 
12 maja 1806 w Grąbcu urodził się Jan Rolbiecki – polski konstruktor maszyn rolniczych, fabrykant.
W latach 1975–1998 miejscowość administracyjnie należała do województwa płockiego.